# 叉骨

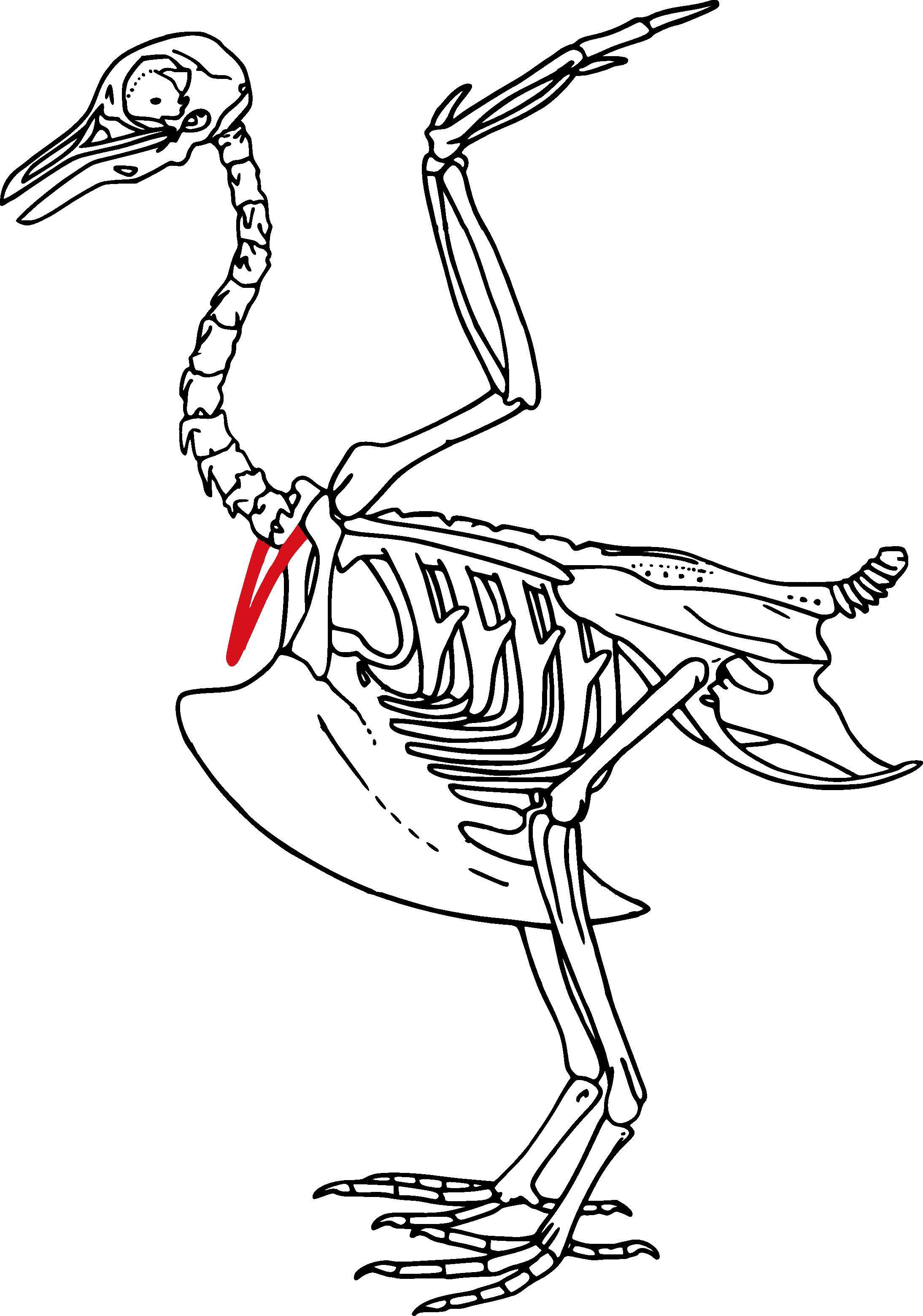
叉骨在鴿子骨架中的位置

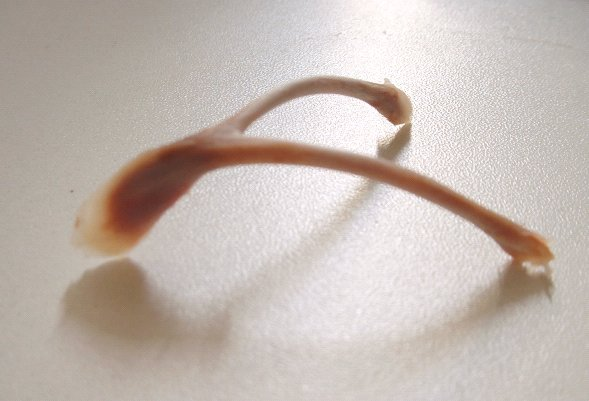
雞的叉骨

叉骨（英語：furcula）來源於拉丁語furcula，意為“小叉”，是在鳥類和其他一些恐龍物種中發現的叉狀骨，由兩個鎖骨融合而成。在鳥類中，其主要功能是增強胸骨以抵禦飛行的考驗。
在一些西方文化中，鵝或其他鳥類的叉骨是一種幸運物。兩個人會抓著叉骨的兩端拉扯使其斷裂，得到較大段的一方可以許下願望，因此它也被称作願骨（英語：wishbone）。

## 鳥類
叉骨就像鳥的肩膀之間的支柱，並且與鳥的肩胛骨相連。 它與鳥喙骨和肩胛骨結合在一起，形成了一個獨特的結構，稱為三骨管（triosseal canal）。三骨管具有將腱上肌與肱骨連接起來的堅固肌腱，負責在飛行間歇期間抬起翅膀。
在下衝過程中，由於胸部受到飛行肌肉的壓迫，因此叉骨的上端散開，擴張至其靜息寬度的50％，然後收縮。飛行中的椋鳥的X射線膠片顯示，除了加強胸部外，在飛行過程中，叉骨還像是胸帶中的彈簧一樣。當翅膀向下拉時，它會膨脹，而當翅膀升高時，它會折回。就像彈簧一樣，分叉能夠將一些收縮產生的能量存儲在胸肌中，使肩部橫向擴展，然後在上沖時釋放能量，因為叉骨會恢復到正常位置。反過來，這將肩膀拉向身體的中線。雖然椋鳥擁有一個相對其體型大而強壯的叉骨，但有許多物種完全不存在該結構，例如灌木小鳥（scrubbirds）、部分巨嘴鳥、部分貓頭鷹，部分鸚鵡、以及鬚鴷科和擬鶉科鳥類。這些鳥仍然可以飛翔，他們也有叉骨殘留的近親。這些近源物種的叉骨被縮小成一條僵化的韌帶，看起來是無目的的。
有些物種也向相反的方向發展了叉骨，在叉骨的大小增加，變得僵硬或過大，無法充當彈簧。在像鶴和獵頭鷹這些動物，叉骨的臂很大，很空心而且堅硬。

## 非鳥恐龍

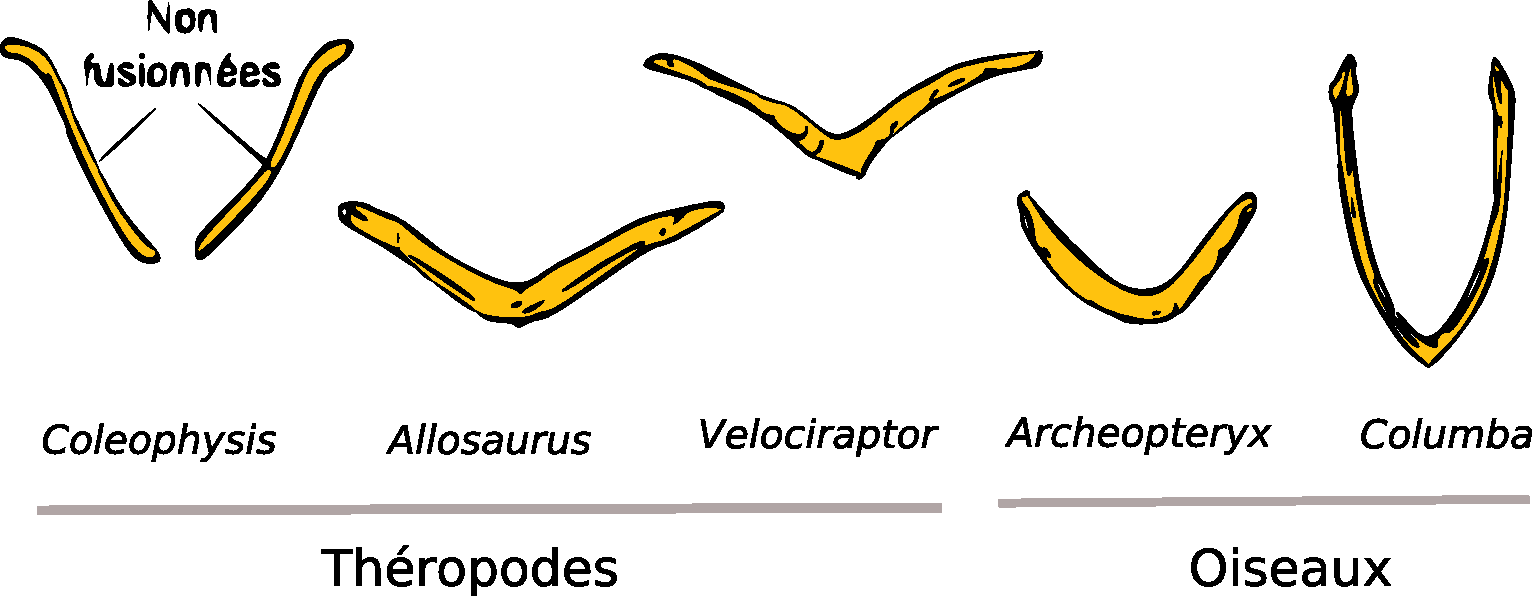
叉骨的演化

一些獸腳亞目恐龍也被發現具有叉骨，包括馳龍科，竊蛋龍科，暴龍科，傷齒龍科，腔骨龍科和異特龍科.。